# La Sœur de charité
La Sœur de charité est un tableau réalisé par le peintre français Paul Gauguin en 1902, en Polynésie française. Cette huile sur toile est une scène de genre qui représente une religieuse assise chapelet en main parmi des Polynésiens. L'œuvre est conservée au musée d'Art McNay, à San Antonio, au Texas.